# 折原くるみ
折原 くるみ（おりはら くるみ、6月25日 - ）は日本の女性声優。静岡県出身。リマックス所属。

## 人物
アニメ『焼きたて!!ジャぱん』にて小林由美子が演じる主人公・東和馬を見たことが声優になろうと思ったきっかけであるとしている。
特技は周りを癒やすこと。

## 出演
太字はメインキャラクター。

### テレビアニメ
2024年
- ラーメン赤猫（社珠子）
- 先輩はおとこのこ（生徒D）
- 鴨乃橋ロンの禁断推理（店員）

2025年
- BanG Dream! Ave Mujica（女性警官、客B）
- 花は咲く、修羅の如く（陸上部）
- ダンジョンに出会いを求めるのは間違っているだろうかV 豊穣の女神篇（ロナ）
- わたしの幸せな結婚
- 紫雲寺家の子供たち（女子生徒A）
- WIND BREAKER Season 2
- 薫る花は凛と咲く（桔梗生徒）
- フードコートで、また明日。（女性客）
- 白豚貴族ですが前世の記憶が生えたのでひよこな弟育てます（受付嬢）

### 劇場アニメ
- 劇場版 ポールプリンセス!!（2023年）

### ゲーム
- とある魔術の禁書目録 幻想収束（2023年、女性記者、襲撃犯）
- ドラゴンクエストX 未来への扉とまどろみの少女 オンライン（2024年、ナーディラ[4]）
- ドルフィンウェーブ（2024年、紙枝つぐみ[5]）
- 逆転オセロニア（2024年、メーリャ）
- けものフレンズ3（2024年、スペインオオヤマネコ）
- トラブル・マギア～訳アリ少女は未来を勝ち取るために異国の魔法学校へ留学します～（2024年、エア）

### ドラマCD
- 佐々木と宮野ー卒業編ー（2023年）

### 吹き替え
- 百妖譜（2024年、富豪令嬢[初出 9]）
- RINGING FATE（2025年、アナウンス女[初出 1]、観客ピンク髪女[初出 9]、青の友人[初出 4]、女[初出 10]、システム女[初出 11] 他[初出 5]）

### ナレーション
- Audible『推しの素晴らしさを語りたいのに「やばい！」しかでてこない』
- ラジオCM『神戸どうぶつ王国』
- ラジオCM『BESS』

### その他
- WEBボイス『アイドルマスターSideM』(客役)
- 『AT-Xうちの夏フェス2023』フレッシュ夏フェス隊[2]

### 初出話一覧
1. 1 2 3 4 5  第1話初出
2. ↑  第7話初出
3. ↑  第14話初出
4. 1 2 3 4  第3話初出
5. 1 2  第12話初出
6. ↑  第20話初出
7. ↑  第19話初出
8. ↑  第6話初出
9. 1 2  第2話初出
10. ↑  第8話初出
11. ↑  第9話初出